# Manlio Di Rosa
Manlio Di Rosa (Livorno, 1914. szeptember 14. – Livorno, 1989. március 15.) olimpiai és világbajnok olasz tőrvívó.